# زليمة الفلكية
زميلة الفلكية (1190 - إلى ما بعد 1229)، كانت عالم فلكية مورية (أندلسية مسلمة، عاشَت في المناطق التي سيطرَت عليها الممالك المسيحية). كانت نبيلة أندلسية تعيش في مدينة ميورقة عام 1229. كانت والدة علي البالميري، الذي اُشتُهر بخيانته للأندلس لصالح ملك الأراغون خايمي الأول في غزو ميورقة. وُصفت بأنها عالمة فلك مشهورة. بعد سقوط ميورقة وعلى خلاف ما اتبعته مملكة أراغون، سُمح لها ولعائلتها بالبقاء في الجزيرة. سجل الثقافة الأندلسية حكايات عنها. كما يُقال إن برج ميورقة الذي يعود إلى العصور الوسطى، والذي يُسمى اليوم برج القديسة أنت أندراتكس، هو البرج الذي شاهدت منه النجوم. تم ذكرها في سجلات الرحالة برنات دسكلوت المعاصرة، وفي قصيدة بيري دي ألكانترا بعنوان والدة علي البالميري في عام 1871، وكذلك في قصيدة كتبها ثوماس فورتيسا.

## طالِع أيضًا
- إنجازات المرأة في العلوم على مر التاريخ